# O Mundo (jornal)
O Mundo: folha da tarde, foi um jornal vespertino publicado em Lisboa durante o mês de Julho de 1882. Mais que um órgão  noticioso, provou ser um difusor das ideias base da monarquia progressista, fortemente social, ou, como alguns ansiavam por designar, monarquia humanitária. O corpo de redação foi composto por: Acácio de Paiva, “Graco”, “Lucrécio”, José Caldas,  Alberto Teles de Utra Machado, Heitor Ancel e Diogo Souto.